# Amaretto

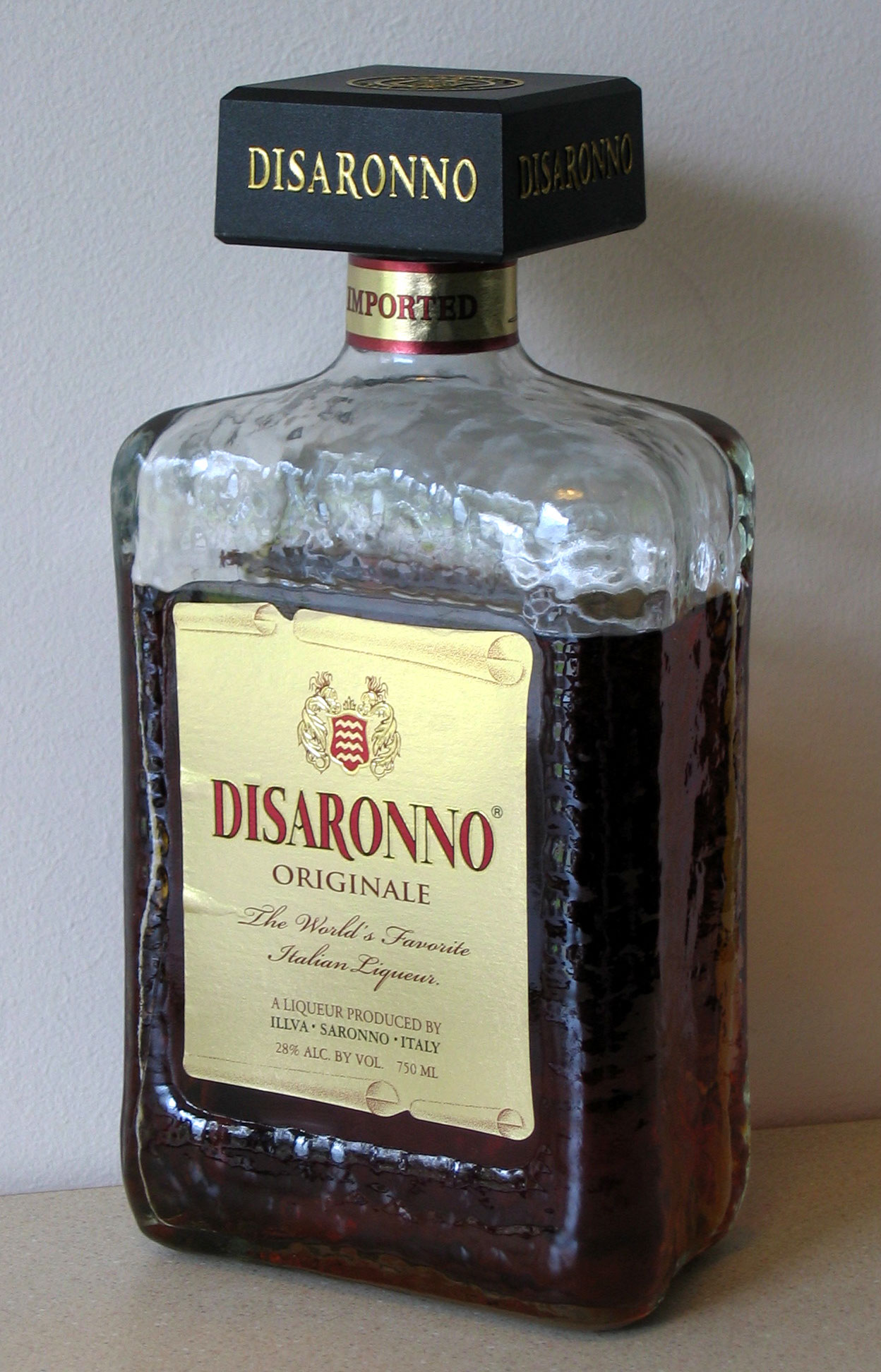
Amaretto DiSaronno

Amaretto [a.maˈret.to] – napój alkoholowy wywodzący się z Włoch, o słodkim, lekko gorzkawym smaku. Jest to czerwonobursztynowy likier wytwarzany z użyciem migdałów lub czasem z pestek moreli, brzoskwiń, wiśni i innych. Czasami wykorzystuje się także zioła lub aromat waniliowy. Zawartość alkoholu wynosi zazwyczaj kilkanaście do trzydziestu procent objętościowych. Nazwa likieru wywodzi się z Włoch, lecz na świecie znane są likiery o tej nazwie produkowane we Francji, Holandii lub w Niemczech. 
Amaretto bywa składnikiem drinków. Jest także wykorzystywane jako dodatek do kawy, czekolady, deserów i ciast, m.in. w połączeniu z migdałami.